# Stadio Francis Le Blé
Lo stadio Francis Le Blé (in francese Stade Francis-Le Blé è uno stadio di calcio situato a Brest. Questo impianto, inaugurato nel 1922 sotto il nome di Stadio Armoricano, conta attualmente 15.220 posti a sedere. Il club di casa è lo Stade Brestois 29, comunemente noto come Brest.